# Jan van Ruusbroec
Jan van Ruusbroec vagy Jan van Ruysbroeck (ejtsd: 'rajszbruk'), (1293 – 1381. december 2.) középkori németalföldi író,  az egyik legfontosabb flamand misztikus. Teológiai és spirituális témákkal foglalkozó műveit népnyelven írta.

## Élete
Ruisbroekban született, és 24 éves korában Brüsszel egyik templomának vikáriusa lett. Állásában erősen igyekezett buzgólkodni a maga és a nép lelki üdvéért, gyakorolta a jótékonyságot, és a környezetében levő misztikusokkal barátságot kötött. Világi papként csak 60 éves korában lépett a szabályozott-kanonok rend egyik kolostorába, mint első perjel. 
Életét már halála előtt csodák híre szőtte körül, amelyek bekerültek Ruusbroec halála után lejegyzett életrajzába. Kortársaitól a doctor ecstaticus címet kapta.

## Művei, gondolatai
A szélesebb közönség elérése érdekében inkább népnyelven (brabanti nyelven), a németalföldi közösség nyelvén írt, nem pedig latinul.
Tanítványai lefordították írásait latin nyelvre is. 
Legnevezetesebb írása az 1530-ban kinyomtatott De ornatu spiritualium nuptiarum című traktátusa, de sok misztikus munkája is ismert.
Írásait Ruusbroec saját állítása szerint „a Szentlélek ihletésére és a Szentháromság különösen kedves vezetése mellett” jegyezte le. 
Ruusbroec tagadhatatlan jámborsága és egyházias lelkülete, ám amikor a léleknek Istennel való egyesüléséről beszél, merész kijelentéseket tesz. Vélekedése szerint az Istennel való egyesüléskor teljesen elveszik az ember, és istenítő tisztasággal egyesül az Istenséggel; abban a világosságban, amelyben Istent szemléli, elmerül, és őmaga is olyan világossággá változik át.

## Művei magyarul
- A lelki menyegző. Misztikus írások; ford., jegyz., bev. Balogh Tamás, versford. Daróczi Anikó; Szt. István Társulat, Bp., 1999 (Középkori keresztény írók), ISBN 9633611008, 240 p.